# 獻哀王后
獻哀王后（韓語：헌애왕후；964年—1029年），皇甫氏，是高麗的第五代君主景宗的第三王妃，亦是第七代君主穆宗的生母。
獻哀王后是王旭（後追崇為戴宗）之女，為宣義王后柳氏所生。與妹妹獻貞王后同嫁景宗，分別為第三王妃和第四王妃。獻哀王后與景宗生下了穆宗。根據《高麗史》記載，獻哀王后的外族金致陽「性姦巧，陰能關輪」，祝髮出入獻哀王后居住的千秋宮，多有醜聞傳出。成宗將金致陽杖配遠地。穆宗即位後，獻哀王后以母后的身份攝政，稱千秋太后。召金致陽歸，授閤門通事舍人。不數年貴寵無比，百官皆出其手，黨羽遍佈朝中。金致陽建立園池，窮極美麗，日夜與千秋太后遊戲，無所顧忌。千秋太后與金致陽私通並生下了一子，合謀欲以這名私生子取代王位。又忌憚大良院君王詢（顯宗），強迫他出家，寓居三角山神穴寺，時稱神穴小君，並多次派人謀害。忠於高麗王室的都被降罪陷害，穆宗無法制止。
己酉年（1009年）正月壬申，穆宗於詳故殿觀燈時，宮中忽然發生大火，府庫皆被燒盡，穆宗因此病重。穆宗知金致陽必然謀反，派皇甫兪義往迎大良院君王詢（顯宗），並召西北面都巡檢使康兆率軍入衛。康兆率軍至開京，殺死金致陽父子及其黨羽。隨後殺死穆宗，流放了千秋太后的家人。千秋太后歸居於黃州長達二十一年，於顯宗二十年正月薨於崇德宮，年六十六歲，葬幽陵。尊號應天啟聖靜德獻哀王太后。

## 家庭
- 祖父（外祖）：高麗太祖 王建
- 祖母：神靜太后皇甫氏
- 外祖母：貞德王后柳氏（정덕왕후 유씨）
- 父：追尊王戴宗王旭（추존왕 대종 왕욱，？－969）
- 母：宣義王后柳氏（선의왕후 유씨，？－？）
  - 兄長：高麗第六代君主成宗（성종，960－997）
    - 侄女：元貞王后（?－1018），顯宗元妃。
    - 侄女：元和王后（?－?），顯宗繼紀。

  - 妹妹：獻貞王后（?－992)，顯宗母后。
    - 外甥：高麗第八代君主顯宗（992－1031）

  - 丈夫：高麗第五代君主景宗（955－981）
    - 兒子：高麗第七代君主穆宗（980－1009）

  - 情夫：金致陽
    - 兒子：西院君（1003－1009）為康兆所殺。

## 影视形象
- 蔡時那：2009年KBS電視劇《千秋太后》
- 金昭誾：2009年KBS電視劇《千秋太后》
- 李敏英：2023年KBS電視劇《高丽契丹战争》

## 參见
- 康兆政變